# Daniel Smeets
Daniel (Dany) Smeets (Verviers, 8 januari 1960) is een voormalig Belgisch lid van het Waals Parlement.

## Levensloop
Beroepshalve psycholoog en onderwijzer aan het Don Bosco-instituut van Luik, trad hij in het begin van de jaren 80 toe tot de partij Ecolo. Voor deze partij werd Smeets secretaris van de Ecolo-afdeling van het arrondissement Verviers en later was hij de politieke secretaris van senator Paul-Joseph Benker.
In 1995 werd hij voor het arrondissement Verviers verkozen tot lid van het Waals Parlement en van het Parlement van de Franse Gemeenschap, waarvan hij deel uitmaakte tot in 2004. Van 1999 tot 2004 was hij de tweede ondervoorzitter van het Waals Parlement. Bij de verkiezingen van 2004 was hij geen kandidaat meer voor een derde mandaat van parlementslid.
Vervolgens werd hij opnieuw actief als onderwijzer, ditmaal in Seraing, en werd hij eveneens directeur van het PMS-centrum van Verviers. In 2006 werd hij voor Ecolo gemeenteraadslid van Verviers en zou dit blijven tot in 2011. Bij de gemeenteraadsverkiezingen van 2012 was hij nogmaals kandidaat in Verviers, maar raakte niet meer verkozen. In 2018 werd hij opnieuw gemeenteraadslid van Verviers.